# Katja Debevec
Katja Debevec (dekliški priimek Kadić), slovenska športna plezalka, * 14. junij 1995, Ljubljana.
V mladinski konkurenci je leta 2014 dosegla 3. mesto na evropskem prvenstvu v balvanskem plezanju. Poleg tega je kot mladinka osvojila 1. mesto v tekmi evropskega pokala v balvanskem plezanju leta 2011, istega leta pa je osvojila tudi 1. mesto v skupnem seštevku evropskega pokala v balvanskem plezanju. V članski konkurenci je njena najvišja uvrstitev 5. mesto na tekmi svetovnega pokala v balvanskem plezanju, ki ga je dosegla leta 2018 v Münchnu.